# Grammatica van de Friese talen

De Friese taalgebieden

De Friese talen hebben onderling sterke overeenkomsten; het is een kwestie van interpretatie of men in dit geval van varianten van één taal spreekt, of van een taalgroep. De grammatica van de Friese talen beschrijft de grammatica die deze talen delen en stipt ook verschillen aan. 

## Friese standaarden

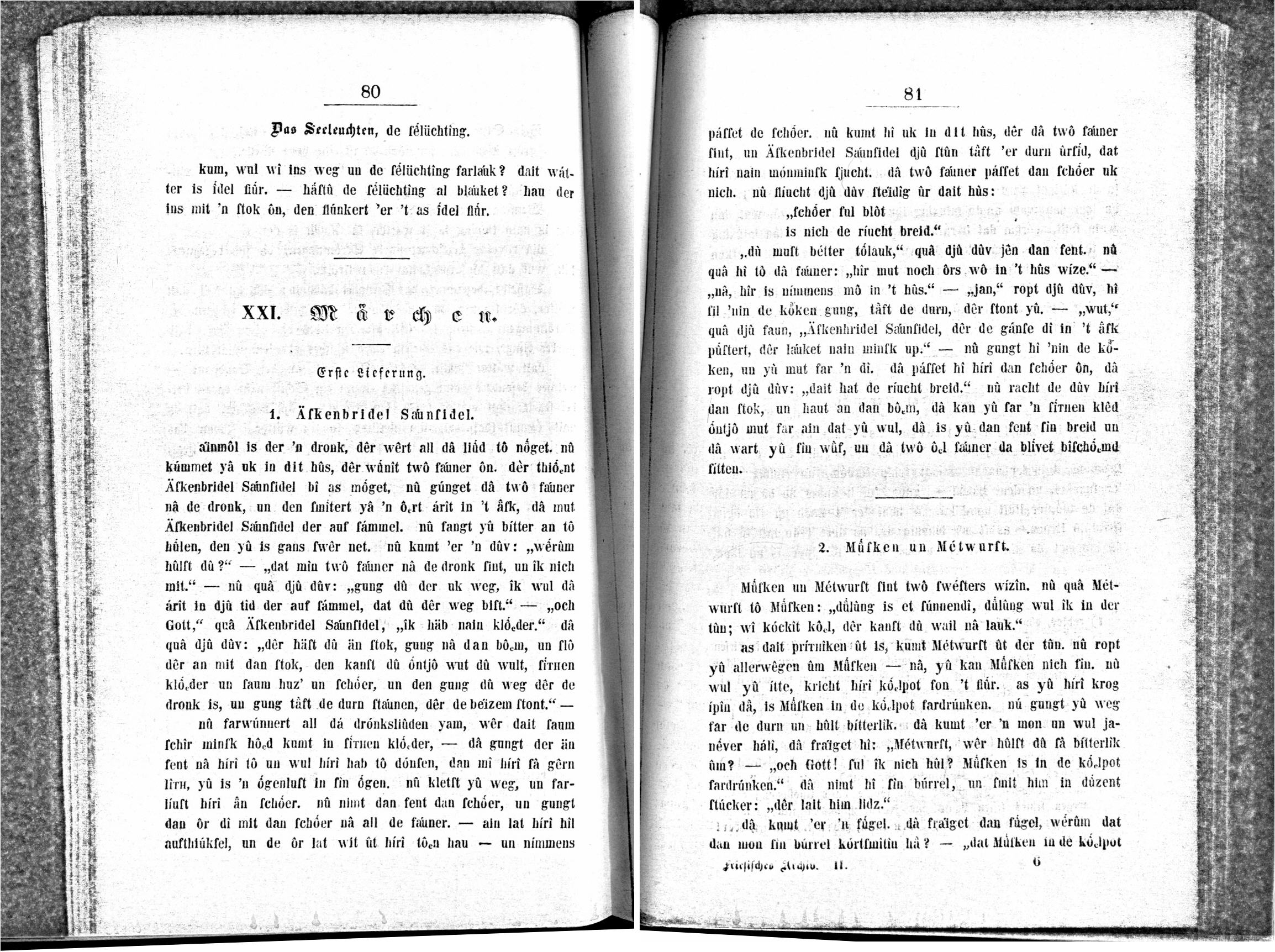
Een sprookje in het Wangeroogs

Deze grammatica beschrijft in principe de standaardtaal. Er is echter niet één Friese standaardtaal, er zijn er meerdere, die elk een deel van het Friese taalgebied omvatten. Voor het omschrijven van de Friese grammatica zullen dus vormen uit verschillende standaarden naast elkaar gezet moeten worden.
Het Noord-Fries kent diverse kleine standaardtalen die overeenkomen met eilanddialecten of streekdialecten. Er is geen overkoepelende Noord-Friese standaard. In deze grammatica zullen de vormen van twee Noord-Friese dialecten gegeven worden, namelijk het dialect van Sylt, het Sölring, en het dialect van de Halligen, het Halligers. Hoewel dit beide eilanddialecten zijn, kunnen de Halliger vormen als typisch voor de Vastewal-Noord-Friese dialecten gelden, terwijl de Sylter vormen typisch voor het Eiland-Noord-Fries zijn. In beide gevallen gaat het overigens om taalvormen die met uitsterven bedreigd zijn.
Het Oost-Fries beschikt ook over een eigen standaard, gebaseerd op de dorpsdialecten van het Saterland (Saterfries). Andere Oost-Friese dialecten zijn verloren gegaan, alleen het Wangeroogs is nog vrij goed beschreven; in de tekst zullen daarom soms vergelijkingen met het Wangeroogs worden gemaakt.  
De grootste en meest succesvolle Friese standaardtaal is die van het Westerlauwers Fries, en het is deze taal die in Nederland meestal bedoeld wordt als het over Fries gaat. Vanzelfsprekend worden de vormen van deze Westerlauwerse Friese standaardtaal steeds gegeven. Ter aanvulling zullen voor het Westerlauwers Fries ook de Schiermonnikoger vormen gegeven worden, een goed beschreven en op een aantal punten opmerkelijk conservatief dialect, dat daarom interessante inzichten geeft in bijvoorbeeld het woordgeslacht in oudere fases van het Westerlauwers Fries. 
Al deze vormen zullen worden vervolledigd met de Oudfriese vormen, die aan de basis van alle moderne Friese vormen liggen. Vanwege de afstamming is het ook duidelijk te zien dat de Friese taal veel van zijn bijzondere kenmerken vergelijkbaar met het Oudengels houdt.

## Ontwikkeling van het Fries

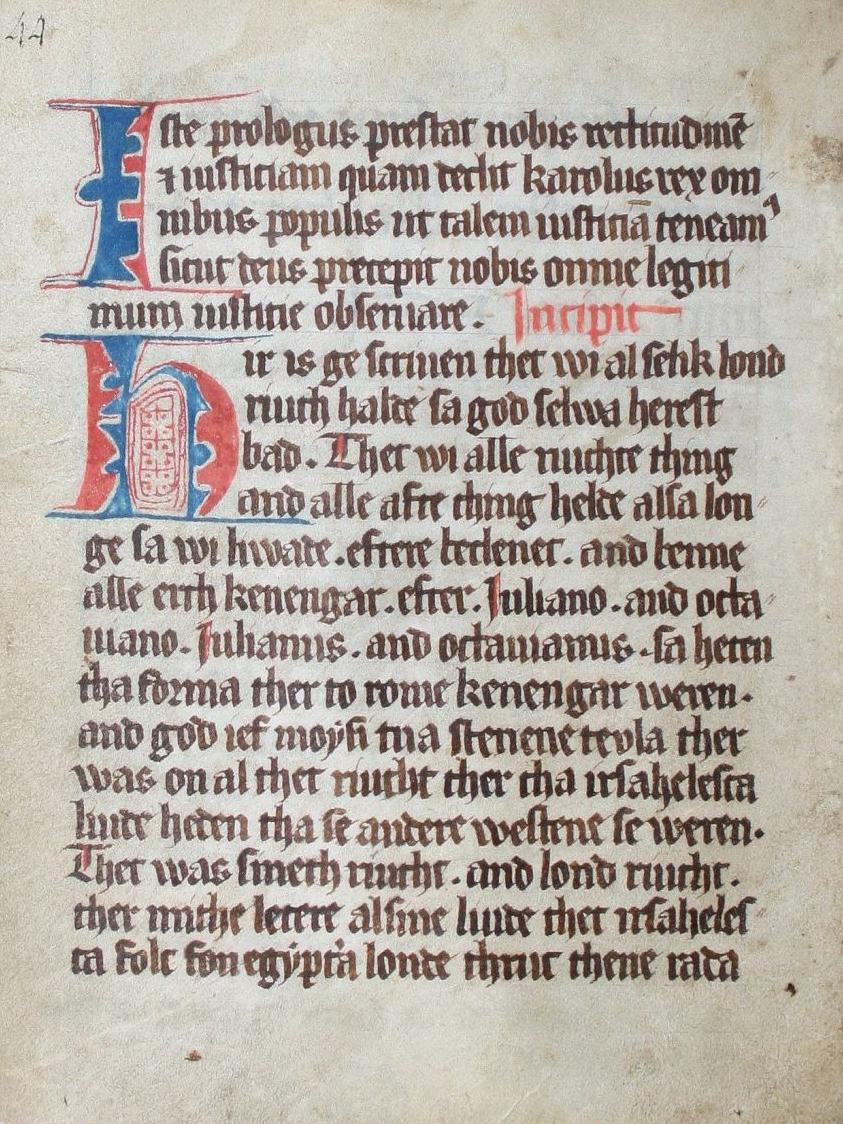
Oudfries handschrift

De moderne Friese talen stammen als gezegd af van het Oudfries, een taal die in de middeleeuwen als schrijftaal in gebruik was in grote delen van het Waddengebied en verder landinwaarts. Het Oudfries was een West-Germaanse taal, nauw verwant aan het Oudengels en het Oudsaksisch.
Deze taal is ons vooral bekend uit rechtsteksten en is, door de relatieve hoeveelheid teksten en de soms literaire kwaliteit van die teksten, redelijk goed overgeleverd (beter dan het Oudnederlands), maar er zijn typische beperkingen. Door de aard van de teksten zijn er bijvoorbeeld weinig voorbeelden van de tweede persoon enkelvoud ("jij bent, jij hebt" etc.) bewaard, en voor veel alledaagse zaken kennen we de woorden niet. Die woorden en vormen zijn dan vaak gereconstrueerd, als ze in onderstaande tabellen voorkomen zijn de wetenschappelijke reconstructies met een *sterretje aangegeven, volgens de conventies in de taalkunde.
Het Oudfries ging na de middeleeuwen als schrijftaal verloren en werd in de Friese gebieden verdrongen door het Nederlands en het Nederduits; in de Noord-Friese gebieden kreeg het Deens een grote rol. De Friese dialecten raakten hierdoor geïsoleerd, ze gingen elk hun eigen weg en stierven in veel gevallen zelfs uit, waardoor er nu grote delen van het Waddengebied zijn die niet meer Friestalig zijn. Alleen in de huidige Nederlandse provincie Friesland bleef een groot aaneengesloten Fries taalgebied bestaan, de andere Friese gebieden waren veel kleiner en de dialecten waren dus ook veel geïsoleerder. De ontwikkeling van met name de klanken is dan ook erg verschillend verlopen, een Oudfriese /a:/ kan in de verschillende dialecten /a:/, /e:/ of /o:/ opleveren, en wat daar nog tussen ligt - de variatie is dus groot. De onderlinge verstaanbaarheid van de Friese dialecten wordt hier vanzelfsprekend negatief door beïnvloed, wat ook het behoud van de taal bemoeilijkt.
Niet alleen de klanken veranderden, ook de woordenschat veranderde, vaak onder invloed van de dominante taal. Het is niet verrassend dat het Westerlauwers Fries veel Nederlandse leenwoorden heeft en dat de Duitse varianten van het Fries veel Duitse leenwoorden kennen. Ook het Nederduits en het Deens hebben hun invloed doen gelden. Verder is ook de grammatica veranderd: het Oudfriese systeem met drie woordgeslachten is niet overal bewaard, het onderscheid tussen twee werkwoordsvervoegingen (Westerlauwers Fries -e, -je) wordt in het Noord-Fries anders weergegeven, het Westerlauwers Fries heeft door de Nieuwfriese breking (foet – fuotten) een grotere vormenrijkdom gekregen – de verschillen zijn ook hier opmerkelijk. Tegelijk zijn veel van de overeenkomsten nog wel typisch Fries, de dialecten hebben elk veel Oudfriese trekken bewaard en zijn dus ook als opvolgers van die middeleeuwse taal te beschouwen.

## Klankleer
De onderlinge verschillen tussen de Friese talen komen vooral op het gebied van de klankleer tot uiting: de Oudfriese klinkers hebben zich heel verschillend ontwikkeld, en ook bij de medeklinkers komen er een aantal opvallende verschuivingen voor die soms tot maar enkele dialecten beperkt zijn gebleven. 

### Klinkers
Een gedetailleerde beschrijving van de precieze fonetische waarde van de klinkers in de Friese talen blijft hier achterwege. In onderstaande tabel zijn de Oudfriese klinkers als basis genomen, met in voorbeeldwoorden dan steeds de tegenhanger van die klinker in de moderne Friese talen.
| Oudfries     | Sölring  | Halligers | Saterfries | Schiermonnikoogs | Westerlauwers Fries | vertaling |
| a (kort)     | a (kort) | a (kort)  | a (kort)   | a (kort)         | a (kort)            | a (kort)  |
| ------------ | -------- | --------- | ---------- | ---------------- | ------------------- | --------- |
| achta        | aacht    | aacht     | oachte     | acht             | acht                | acht      |
| appel        | Aapel    | aapel     | Appel      | apel             | apel                | appel     |
| half         | hualev   | hualef    | hoolf      | hail             | heal                | half      |
| e (kort)     |          |           |            |                  |                     |           |
| bled         | Bleer    | blää      | Blääd      | bled             | blêd                | blad      |
| sex          | soks     | seeks     | säks       | seks             | seis                | zes       |
| helpa        | help     | hälpe     | hälpe      | hilpe            | helpe               | helpen    |
| i (kort)     |          |           |            |                  |                     |           |
| drinka       | drink    | drinke    | drinke     | drinke           | drinke              | drinken   |
| ik           | ik       | ik        | iek        | ik               | ik                  | ik        |
| fisk         | Fesk     | faske     | Fisk       | fisk             | fisk                | vis       |
| o (kort)     |          |           |            |                  |                     |           |
| mon          | Man      | moon      | Mon        | man              | man                 | man       |
| dochter      | Dochter  | doochter  | Dochter    | dachter          | dochter             | dochter   |
| u (kort)     |          |           |            |                  |                     |           |
| wunnen       | wonen    | wunen     | wonnen     | (wind)           | wûn                 | gewonnen  |
| tunge        | Tung     | tong      | Tunge      | tang             | tonge               | tong      |
| â (lang)     |          |           |            |                  |                     |           |
| stân         | staan    | stööne    | stounde    | stain            | stean               | staan     |
| âge          | Oog      | uuch      | Ooge       | eich             | each                | oog       |
| âre          | Uur      | uur       | Oor        | air              | ear                 | oor       |
| râd          | ruar     | ruad      | rood       | raid             | read                | rood      |
| ê (lang)     |          |           |            |                  |                     |           |
| slêpa        | sliip    | sleepe    | släipe     | sliepe           | sliepe              | slapen    |
| sêd          | siid     | siad      | säid       | sied             | sied                | zaad      |
| stên         | Stiin    | stian     | Steen      | stien            | stien               | steen     |
| î (lang)     |          |           |            |                  |                     |           |
| bîta         | bit      | bite      | biete      | byte             | bite                | bijten    |
| drîva        | driif    | driwe     | drieuwe    | drieuwe          | driuwe              | drijven   |
| ô (lang)     |          |           |            |                  |                     |           |
| blôd         | Blöör    | blööd     | Bloud      | blúed            | bloed               | bloed     |
| ôther        | üđer     | öör       | uur        | eeur             | oar                 | ander     |
| môna         | Muun     | mööne     | Moune      | mone             | moanne              | maan      |
| û (lang)     |          |           |            |                  |                     |           |
| hûs          | Hüs      | hus       | Huus       | hús              | hûs                 | huis      |
| ia (diftong) |          |           |            |                  |                     |           |
| tian         | tiin     | tiin      | tjoon      | tjien            | tsien               | tien      |
| skiata       | sjit     | skiite    | skjoote    | sjotte           | sjitte              | schieten  |
| tiâ          | tii      | tiane     | tjo        | tjain            | tsjen               | trekken   |
| iu (diftong) |          |           |            |                  |                     |           |
| riuht        | rocht    | rocht     | gjucht     | jocht            | rjocht              | recht     |
| siunga       | sjung    | schonge   | sjunge     | sjonge           | sjonge              | zingen    |

Dat er voor de verschillende talen verschillende spellingsconventies bestaan blijkt al uit het hoofdlettergebruik: voor het Sölring en het Saterlands wordt de Duitse Großschreibung gevolgd, dus zelfstandige naamwoorden krijgen een hoofdletter; voor het Halligers en voor  het Nederlandse Fries geldt daarentegen kleinschreibung.  
Uit dit overzicht valt op te maken dat de Friese talen gemeen hebben dat ze zowel korte als lange klinkers hebben, en dat er stijgende diftongen voorkomen, zoals -io- en -ua-. Niet alle klanken die in de Friese talen kunnen voorkomen komen in bovenstaande tabel voor.
Veel van de typische verschillen tussen de Friese talen komen in de tabel tot uiting. Zo valt de Noord-Friese verlaging van -i- in een woord als "vis" op: het Oud-Friese fisk levert in het Sölring Fesk, in het Halliger Fries faske op. Die -a- zien we ook in de meeste andere Noord-Friese dialecten, de -e- in het Sölring is hier dus juist een afwijking. 
Minstens zo opmerkelijk is de Nieuw-Friese breking, die alleen in het Westerlauwers Fries voorkomt, maar niet in het Schiermonnikoogs: moanne klinkt zo als "mwanne", terwijl in het Schiermonnikoogse mone de Oudfriese -o- behouden is. 
Ondanks alle verschillen zijn er ook typisch Friese overeenkomsten, zoals de e-klank op plekken waar het Nederlands een korte -a- heeft: het Oudfriese bled heeft overal een e-achtige klinker opgeleverd. Ook de Oudfriese breking in een woord als sjonge/sjunge is nog goed in de moderne talen te herkennen.

### Medeklinkers

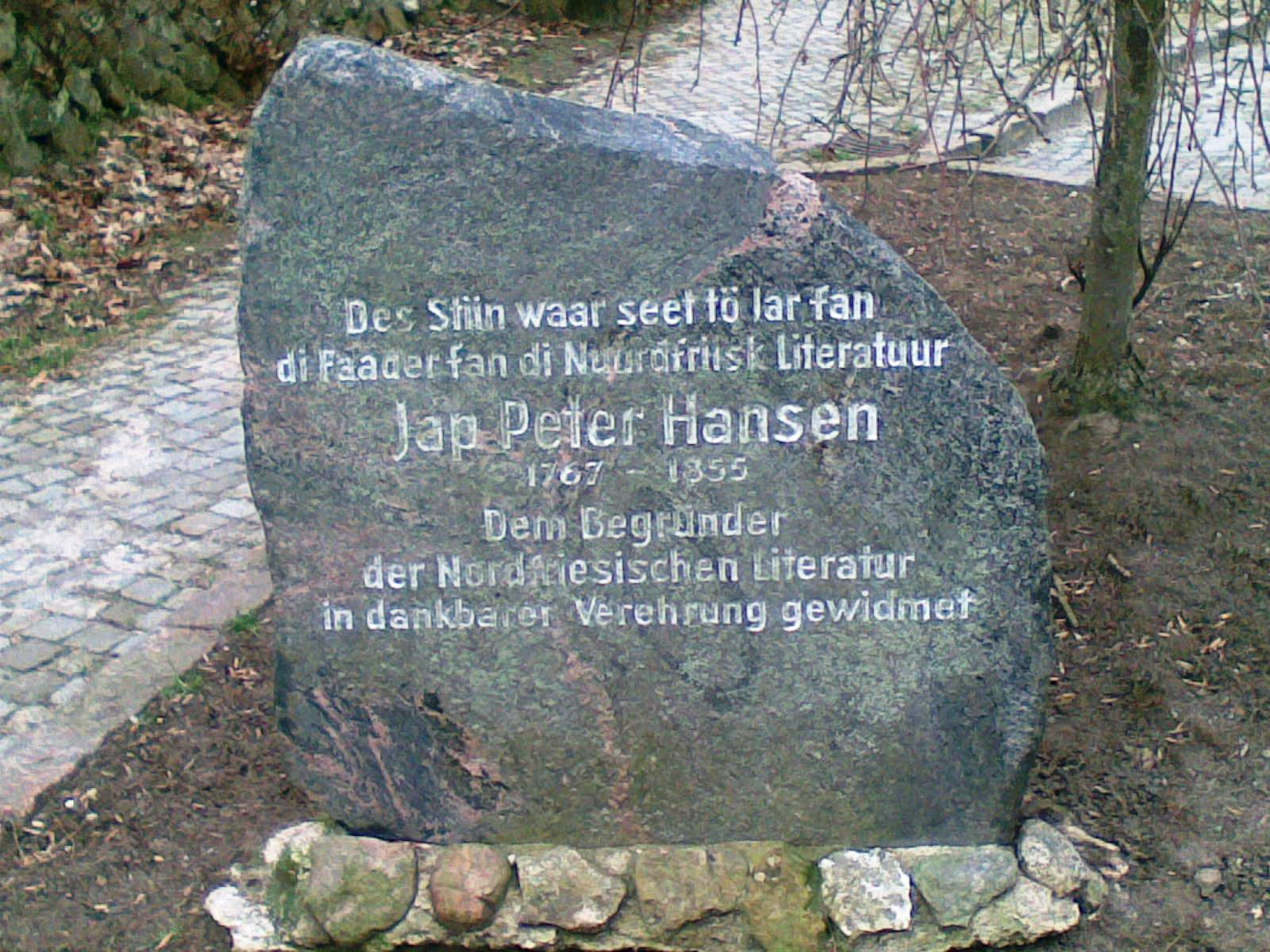
Gedenksteen voor Jap Peter Hansen, de vroegste literaire schrijver in het Noord-Fries

Bij de medeklinkers zijn de onderlinge verschillen minder groot, de Friese talen bewaren de medeklinkerstand van het Oudfries in de regel goed. 
In het Sölring valt vooral de ontwikkeling van de -d- op, die wordt tussen klinkers een đ, een l-achtige klank (IPA /ð/) die doet denken aan de Deense uitspraak van de d tussen klinkers (en daar mogelijk ook door beïnvloed is): üđer (ander). Aan het eind van woorden wordt de d veelal een r: Blöör (bloed), ruar (rood).
Ook andere Friese dialecten kennen verschuivingen bij de -d-. Zo is in het Schiermonnikoogs een -z- ontstaan uit de samenvloeiing van -r- en -d- in woorden als "hoorde": heersde ([he:zdə]), "wezzen" (woorden). 
Veel Friese dialecten hebben het oude Germaanse cluster sk bewaard; het Schiermonnikoogs heeft aan het woordbegin sch-, aan het woordeinde wel -sk. Ook in het Saterlands is de sk- een "sch" geworden, uitgesproken /sx/, maar dat blijkt niet uit de hedendaagse spelling, die is sinds 2000 sk-.
skerp, skarp, skarp, skäärp, scharp, skerp (scherp)
menska, Mensk, mänske, Moanske, minsk, minske (mens)
Waarbij de volgorde van de talen dezelfde is als in de tabel.
De Oudfriese th-, die grofweg in dezelfde woorden voorkwam als de Engelse th-, is in de moderne Friese talen regelmatig een t- geworden: 
thenka: teenk, taanke, toanke, tinke, tinke (denken)
In het Noord-Friese dialect van Amrum, het Öömrang, heeft deze th- echter een s- opgeleverd (dus seenk). In het nu uitgestorven Oost-Friese dialect van Wangerooge, het Wangeroogs, was de th- behouden gebleven, zoals blijkt uit de 19e-eeuwse bronnen (thank). De Syltse ð-klank, hierboven beschreven, komt ook vaak in de plaats van de oude th-, maar alleen tussen klinkers, en in andere woorden vervangt deze đ Oud-Friese d's.

## Vormleer

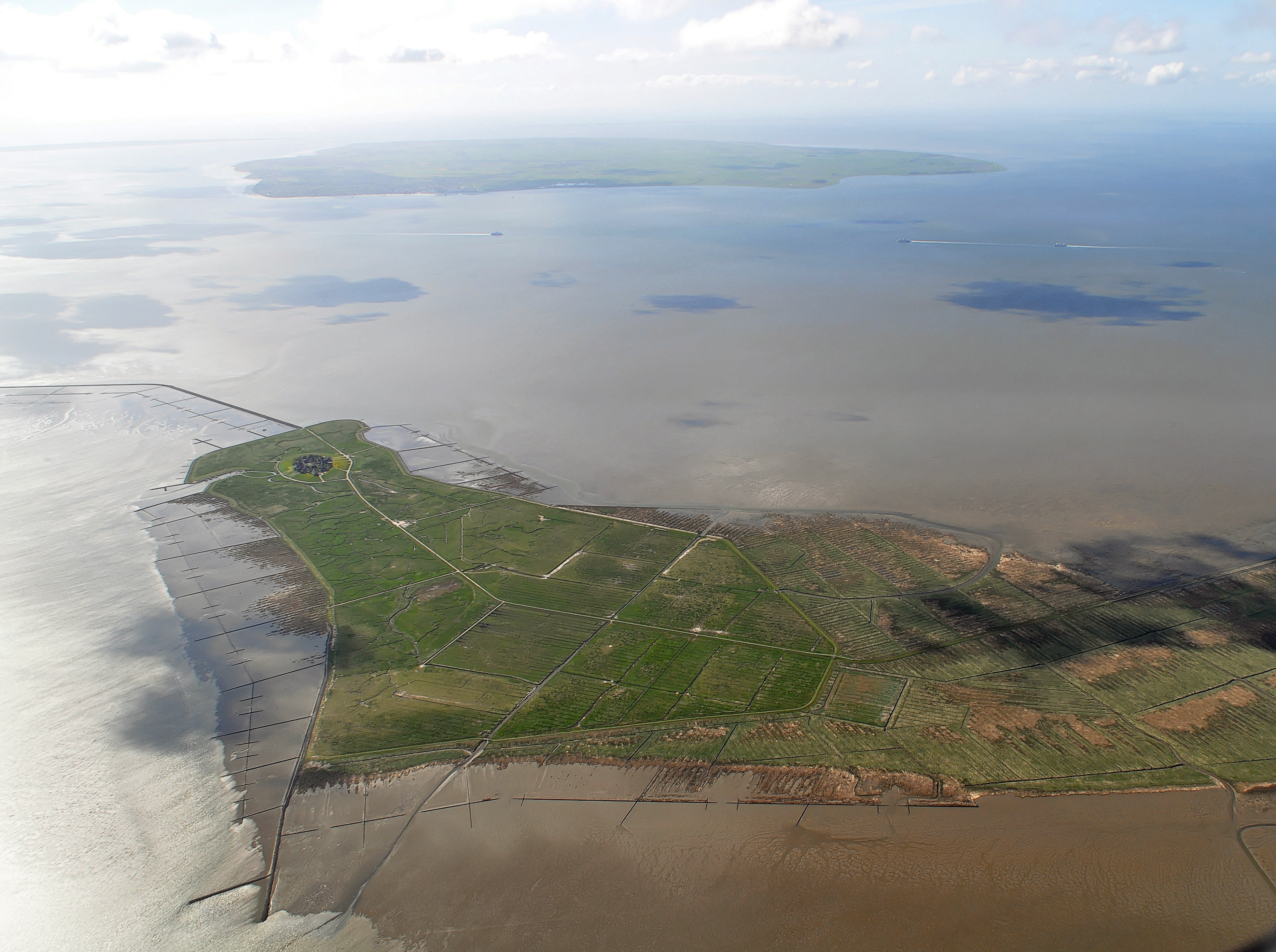
Halligen

Alle Friese talen zijn flecterende talen, met werkwoordsvervoegingen, verbogen bijvoeglijke naamwoorden en meervoudsvorming bij de zelfstandige naamwoorden. Morfemen zijn de basis van de Friese vormleer, maar ook klinkerveranderingen kunnen een rol spelen, zij het niet in iedere Friese variant in dezelfde mate. 

### Werkwoorden
Net als in andere Germaanse talen zijn er in het Fries sterke en zwakke werkwoorden. Bij sterke werkwoorden wordt de verleden tijd door regelmatige klinkerveranderingen uitgedrukt, bij zwakke werkwoorden wordt dit met een achtervoegsel gedaan. Verder hebben de Friese talen twee regelmatige vervoegingen en worden er twee infinitieven onderscheiden.

#### Zwakke werkwoorden
In onderstaande tabel worden de vervoegingen van twee zwakke werkwoorden, namelijk "gebruiken" en "vragen", weergegeven in de Friese talen. De "vragen"-vervoeging heeft in het Oudfries een -i- en in het Oost-Fries en Westerlauwers Fries een -j-; in het Noord-Fries wordt het verschil met de "gebruiken"-vervoeging duidelijk aan het voorkomen van lange uitgangen (-est, -et) en in het Sölring ook nog door de uitgang -i, die op de Oudfriese -i teruggaat. Het bewaren van het onderscheid tussen deze twee vervoegingen, die oorspronkelijk ook in andere Germaanse talen verschillend waren, is een typisch Fries kenmerk.
Een ander Fries kenmerk dat uit de tabel blijkt is de eenheidspluralis: er is maar één vorm voor de eerste, tweede en derde persoon meervoud. Dit is niet uniek Fries, ook het moderne Nederlands, het Engels en verschillende Noord-Duitse dialecten kennen dit verschijnsel, waarbij wel moet worden opgemerkt dat het Nederlands deze eenheidspluralis pas later heeft ontwikkeld, en dat de oude meervoudsvorm "jij" (oorspronkelijk betekende "jij"/"gij" nog "jullie", en was het daarnaast een beleefdheidsvorm) nog steeds met een -t wordt gevormd, zoals het Duitse ihr.
|              | Oudfries   | Oudfries   | Sölring   | Sölring     | Halligers | Halligers   | Saterfries | Saterfries  | Schiermonnikoogs | Schiermonnikoogs | Westerlauwers Fries | Westerlauwers Fries |
| ------------ | ---------- | ---------- | --------- | ----------- | --------- | ----------- | ---------- | ----------- | ---------------- | ---------------- | ------------------- | ------------------- |
| inf.         | brûka      | fragia     | brük      | fraagi      | bruke     | freege      | bruuke     | fräigje     | brûkke           | friegje          | brûke               | freegje             |
| 1e pers. ev. | ik brûke   | ik fragie  | ik brük   | ik fraagi   | ik bruk   | ik freeg    | iek bruuke | iek fräigje | ik brûk          | ik friegje       | ik brûk             | ik freegje          |
| 2e pers. ev. | du brûkest | du fragast | dü brükst | dü fraagest | du brukst | du freegest | du bruukst | du fräigest | do brûkst        | do friegeste     | do brûkst           | do fregest          |
| 3e pers. ev. | brûkth     | fragath    | brükt     | fraaget     | brukt     | freeget     | bruukt     | fräiget     | brûkt            | friege           | brûkt               | freget              |
| meervoud     | brûkath    | fragiath   | brük      | fraagi      | bruke     | freege      | bruuke     | fräigje     | brûkke           | friegje          | brûke               | freegje             |

De verleden tijd van deze zwakke werkwoorden wordt gevormd door een achtervoegsel aan de stam te hechten. Dit achtervoegsel gaat terug op Oudfries -d, maar is in sommige dialecten een -t geworden. In onderstaande tabel zien we de verleden tijd van de werkwoorden uit de vorige, met het voltooid deelwoord erbij.
|              | Oudfries    | Oudfries     | Sölring   | Sölring     | Halligers | Halligers    | Saterfries   | Saterfries    | Schiermonnikoogs | Schiermonnikoogs | Westerlauwers Fries | Westerlauwers Fries |
| ------------ | ----------- | ------------ | --------- | ----------- | --------- | ------------ | ------------ | ------------- | ---------------- | ---------------- | ------------------- | ------------------- |
| inf.         | brûka       | fragia       | brük      | fraagi      | bruke     | freege       | bruuke       | fräigje       | brûkke           | friegje          | brûke               | freegje             |
| 1e pers. ev. | ik brûkte   | ik fragade   | ik brükt  | ik fraaget  | ik brukt  | ik freeged   | iek bruukte  | iek fräigede  | ik brûkte        | ik friege        | ik brûkte           | ik frege            |
| 2e pers. ev. | du brûktest | du fragadest | dü brükst | dü fraagest | du brukst | du freegedst | du bruuktest | du fräigedest | do brûkste       | do friegeste     | do brûktest         | do fregest          |
| 3e pers. ev. | brûkte      | fragath      | brükt     | fraaget     | brukt     | freeged      | bruukte      | fräigede      | brûkte           | friege           | brûkte              | frege               |
| meervoud     | brûkton     | fragadon     | brükt     | fraaget     | brukten   | freegeden    | bruukten     | fräigeden     | brûkten          | friegen          | brûkten             | fregen              |
| volt. dw.    | brûked      | fragad       | brükt     | fraaget     | brukt     | freeged      | bruukt       | fräiged       | brûkt            | friege           | brûkt               | frege               |

Hierbij zal opvallen dat er niet altijd verschil is tussen de o.v.t. en de o.t.t.: Westerlauwers Fries do fregest betekent zowel "jij vraagt" als "jij vroeg".

#### Sterke werkwoorden

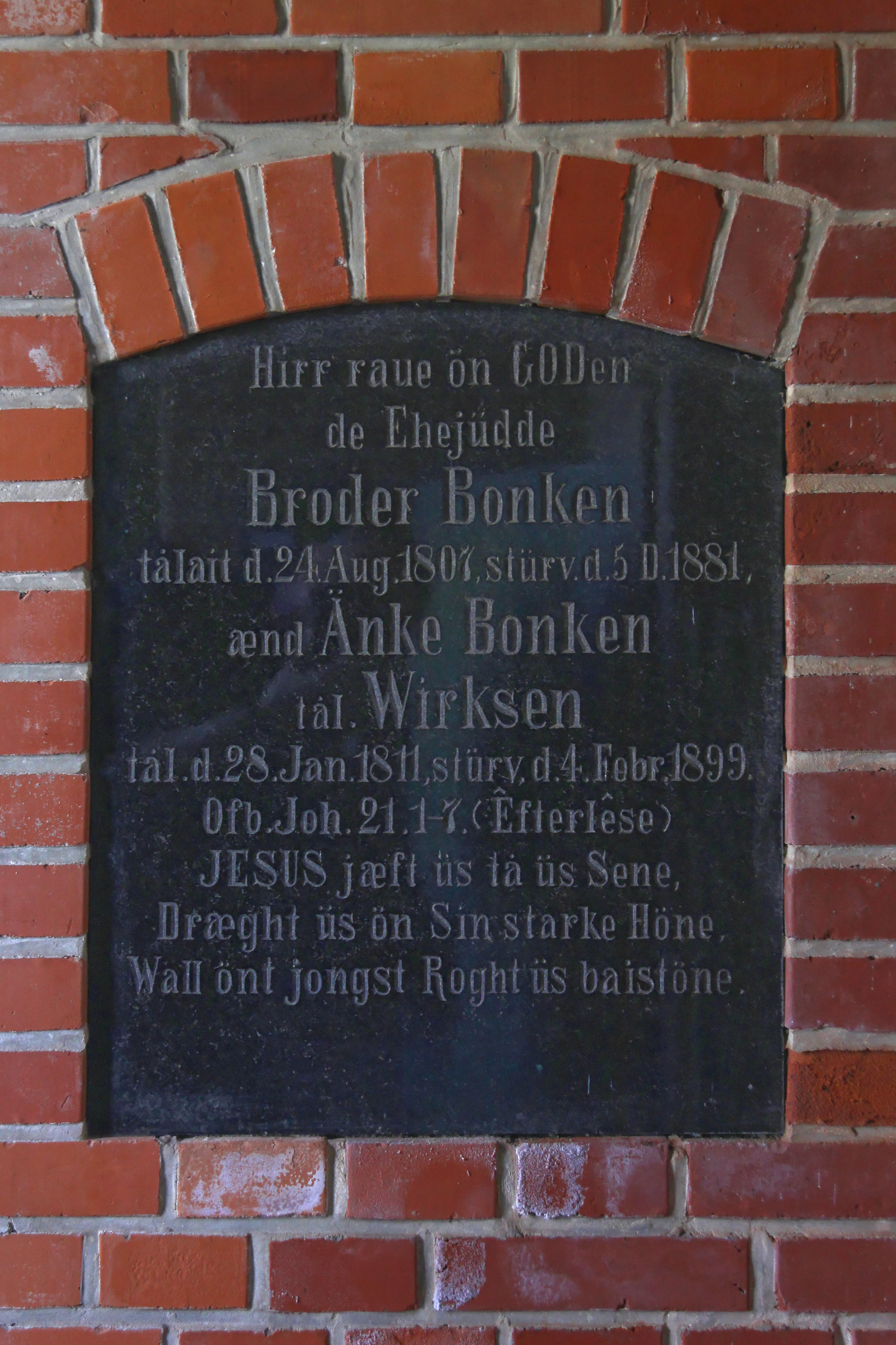
Geschreven Halligers op een kerk in Langeneß

Net als de omringende talen behoudt het Fries de Germaanse ablaut, dus de verleden tijd van een grote groep werkwoorden wordt niet door een achtervoegsel, maar door een klinkerverandering uitgedrukt. Dit zijn de sterke werkwoorden. De klankveranderingen zijn voorspelbaar, stamklinkers ondergaan regelmatige veranderingen (ablautseries, denk aan Nederlands lijden-leed-geleden, rijden-reed-gereden, blijken-bleek-gebleken enz.). 
Op basis van deze veranderingen vallen er zes klassen te onderscheiden. In het Nederlands wordt bovendien een 7e klasse onderscheiden, waarin werkwoorden als slapen-sliep-geslapen, lopen-liep-gelopen, houden-hield-gehouden passen. In het Fries is zo'n regelmatige 7e klasse er niet, veel van deze werkwoorden zijn onregelmatig of zwak geworden. Ook het Oudgermaans had deze 7e klasse nog niet, de werkwoorden in deze klasse gaan eigenlijk op een andere groep terug, die de verleden tijd vormde door een verdubbeling van een deel van de stam (Gotisch slêpan-saíslêp).
Voor het Fries zijn er dus zes klassen:
| Oudfries     | Sölring  | Halligers | Saterfries | Schiermonnikoogs | Westerlauwers Fries | vertaling |
| klasse I     | klasse I | klasse I  | klasse I   | klasse I         | klasse I            | klasse I  |
| ------------ | -------- | --------- | ---------- | ---------------- | ------------------- | --------- |
| grîpa        | grip     | gripe     | griepe     | grype            | gripe               | grijpen   |
| gripth       | grept    | grapt     | gript      | grypt            | grypt               | grijpt    |
| grêp         | greep    | griap     | greep      | grypte *         | griep               | greep     |
| gripon       | greep    | griapen   | greepen    | grypten *        | griepen             | grepen    |
| gripen       | grepen   | grääben   | griepen    | grypt *          | grepen              | gegrepen  |
| klasse II    |          |           |            |                  |                     |           |
| biada        | ber      | biide     | bjoode     | biede            | biede               | bieden    |
| biuth        | bert     | bot       | bjud       | biedt            | biedt               | biedt     |
| bâd          | buar     | buad      | bood       | bain             | bea                 | bood      |
| bedon        | buar     | buaden    | booden     | bainen           | bean                | boden     |
| beden        | böören   | bääden    | beeden     | bain             | bean                | geboden   |
| klasse III a |          |           |            |                  |                     |           |
| drinka       | drink    | drinke    | drinke     | drinke           | drinke              | drinken   |
| drinkth      | drinkt   | drinkt    | drinkt     | drinkt           | drinkt              | drinkt    |
| drank        | droonk   | dronk     | draonk     | drank            | dronk               | dronk     |
| drunkon      | droonk   | dronken   | draonken   | dranken          | dronken             | dronken   |
| drunken      | drunken  | drunken   | droanken   | dranken          | dronken             | gedronken |
| klasse III b |          |           |            |                  |                     |           |
| helpa        | help     | hälpe     | hälpe      | hilpe            | helpe               | helpen    |
| helpth       | helpt    | hälpt     | hälpt      | hilpt            | helpt               | helpt     |
| halp         | holp     | hulp      | holp       | húelp            | holp                | hielp     |
| hulpon       | holp     | hulpen    | holpen     | húelpen          | holpen              | hielpen   |
| hulpen       | holpen   | hulpen    | holpen     | húelpen          | holpen              | geholpen  |
| klasse IV a  |          |           |            |                  |                     |           |
| breka        | breek    | breege    | breeke     | brakke           | brekke              | breken    |
| brekth       | brakt    | breegt    | bräkt      | brakt            | brekt               | breekt    |
| brêk         | brok     | bröök     | briek      | briek            | briek               | brak      |
| brêkon       | brok     | brööken   | brieken    | brieken          | brieken             | braken    |
| britsen      | breeken  | bräägen   | breeken    | britsen          | brutsen             | gebroken  |
| klasse IV b  |          |           |            |                  |                     |           |
| nema         | nem      | name      | nieme      | nimme            | nimme               | nemen     |
| nimth        | nemt     | namt      | nimt       | nimt             | nimt                | neemt     |
| nôm          | noom     | num       | noom       | noom             | naam                | nam       |
| nômon        | noom     | numen     | noomen     | nomen            | namen               | namen     |
| nimen        | nomen    | numen     | nuumen     | nimd *           | nommen              | genomen   |
| klasse V     |          |           |            |                  |                     |           |
| sia          | se       | siine     | sjoo       | sjain            | sjen                | zien      |
| siucht       | sjocht   | schocht   | sjucht     | sjocht           | sjocht              | ziet      |
| sach         | saag     | seech     | saach      | seich            | seach               | zag       |
| sêgon        | saag     | seechen   | saachen    | seichen          | seagen              | zagen     |
| sên          | sen      | seen      | (blouked)  | syn              | sjoen               | gezien    |
| klasse VI    |          |           |            |                  |                     |           |
| fara         | faar     |           | foare      | fôre             | farre               | varen     |
| ferth        | fart     |           | foart      | fôrt             | fart                | vaart     |
| fôr          | fuar     |           | fuur       | fúer             | foer                | voer      |
| fôron        | fuar     |           | fuuren     | fúeren           | foeren              | voeren    |
| faren        | fêren    |           | foaren     | fairen           | fearen              | gevaren   |

In de tabel zijn een aantal Schiermonnikoogse vorm met een * aangegeven. In het Schiermonnikoogs is "grijpen" zwak geworden. In deze klasse is "slijten" bruikbaar als voorbeeld: slyte – slit – sliet – slyten. Ook "nemen" is deels zwak geworden, het voltooid deelwoord is nimd (ook op het Friese vasteland komt het zwakke nomd wel voor). 
In de tabel valt direct op dat de verschillen groot zijn, vooral het Noord-Fries heeft een aantal afwijkende voorbeelden. Taalcontact, herinterpretatie en analogie met andere werkwoorden hebben geregeld tot vrij vergaande veranderingen geleid. Een aantal opmerkingen:
- De stamklinker kan in de tegenwoordige tijd worden verkort of zelfs veranderd (bv. Saterfries bjoode – bjud).
- Klasse III valt in de meeste West-Germaanse talen in twee groepen uiteen, één groep met als stamklinker -i- (voor -n, -m), en één groep met als stamklinker -e-.
- Klasse IV  valt in twee groepen uiteen, waarvan de eerste de grootste is. De -n- en de -m hebben hier de regelmatige -a- beïnvloed, waardoor er een tweede groep met vormen als nôm/noom bestaat.
- In klasse IV kan de -k- veranderen in -ts-, het Westerlauwers Fries heeft zo brutsen en sprutsen ("gesproken").
- Het Saterfries heeft geen letterlijke vertaling voor "gezien", man gebruikt hier blouked.

Als gezegd is er geen regelmatige 7e klasse, de werkwoorden die in deze klasse zouden passen zijn dikwijls zwak geworden, of onregelmatig. Dit is niet in alle talen in dezelfde mate gebeurd. Voor het Nederlandse "sliep" (uit "slapen") vinden we in het Saterfries bv. sliep, in het Sölring slöp, sterke vormen dus, terwijl het Westerlauwers Fries het zwakke en onregelmatige slepte heeft (vgl. Engels slept).

#### Onregelmatige werkwoorden
Alle Friese talen kennen een grote groep onregelmatige werkwoorden, die deels bestaat uit de hierboven al genoemde 7e klasse (de oude reduplicerende werkwoorden). Uiteraard kunnen ook andere sterke werkwoorden onregelmatig zijn, bijvoorbeeld door een zwak voltooid deelwoord (zie hierboven Schiermonnikoogs nimd). Ook bestaan er zwakke werkwoorden die onregelmatig zijn. 
Een andere belangrijke groep onregelmatige werkwoorden zijn de modale werkwoorden, die uit oude verleden tijden zijn ontstaan en daarom geen -t krijgen in de derde persoon enkelvoud. In het Nederlands bestaat deze groep ook: hij wil, hij zal, hij kan, hij mag. In de Friese talen zijn ze ook aan de t-loze derde persoon te herkennen.
De bekendste onregelmatige werkwoorden zijn, ook in het Fries, de hulpwerkwoorden "hebben", "zijn" en "worden". De vervoeging van "zijn" is te zien in de tabel.
|              | Oudfries    | Sölring   | Halligers | Saterfries | Schiermonnikoogs | Westerlauwers Fries | vertaling |
| ------------ | ----------- | --------- | --------- | ---------- | ---------------- | ------------------- | --------- |
| inf.         | wesa        | wiis      | weese     | weese      | wazze            | wêze                | zijn      |
| o.t.t.       |             |           |           |            |                  |                     |           |
| 1e pers. ev. | ik bin, bim | ik sen    | ik bän    | iek bän    | ik bin           | ik bin              | ik ben    |
| 2e pers. ev. | du ?        | dü best   | du bäst   | du bäst    | do biste         | do bist             | jij bent  |
| 3e pers. ev. | is          | es        | is        | is         | is               | is                  | is        |
| mv.          | send        | sen       | sän       | sund       | binne            | binne               | zijn      |
| o.v.t.       |             |           |           |            |                  |                     |           |
| 1e pers. ev. | ik was      | ik wiar   | ik waos   | ik waas    | ik wie           | ik wie              | ik was    |
| 2e pers. ev. | du ?        | dü wiarst | du weerst | du wierst  | do wieste        | do wiest            | jij was   |
| 3e pers. ev. | was         | wiar      | waos      | waas       | wie              | wie                 | was       |
| mv.          | wêron       | wiar      | weern     | wieren     | wiene            | wiene(n)            | waren     |
| volt. dw.    |             |           |           |            |                  |                     |           |
|              | wesen       | wesen     | wään      | weesen     | wein             | west                | geweest   |

De tweede persoon enkelvoud is in het Oudfries niet voldoende overgeleverd, daarom ontbreken deze vormen. 
Uit de tabel blijkt dat het Schiermonnikoogs en het Westerlauwers Fries een eigen ontwikkeling kennen, namelijk binne in het meervoud. Dit hebben deze talen gemeen met andere dialecten in de directe omgeving, het is dus een regionaal verschijnsel.

#### Infinitieven
Een typisch Fries kenmerk is het voorkomen van twee infinitieven, een lange en een korte, afhankelijk van de functie in de zin. De korte vorm komt voor na hulpwerkwoorden, de lange staat na het voorzetsel "te". Als een infinitief als zelfstandig naamwoord wordt gebruikt kiest men ook voor de lange vorm. 
De vormen zijn als volgt:
Oudfries: brûka – brâkan(e) ; fragia – fragian(e)
Sölring: brük – brüken ; fraagi – fraagin
Halligers: bruke – bruken ; freege – freegen
Saterfries: bruuke – bruuken ; fräigje – fräigjen
Wangeroogs: bruuk – bruuken ; freig – freigen
Schiermonnikoogs: brûkke – brûkken ; friegje – friegjen
Westerlauwers Fries: brûke – brûken ; freegje – freegjen
Hier is ook het (uitgestorven) Oost-Friese dialect van Wangerooge opgenomen, dat net als het Sölring en bijvoorbeeld ook het Helgolands korte vormen zonder infinitiefuitgang had, zoals in het moderne Engels dus.  
Een onderscheid tussen twee infinitieven is ook opgetekend voor de dialecten van Noord-Holland (het West-Fries), waar een Friese invloed in wordt vermoed. 

### Naamwoorden
De naamwoordelijke groep bestaat in de regel uit een lidwoord of aanwijzend voornaamwoord en een zelfstandig naamwoord, waartussen bijvoeglijke naamwoorden kunnen worden geplaatst. Net als in het Nederlands komt het bijvoeglijk naamwoord in principe vóór het zelfstandig naamwoord. De functie van de naamwoordelijke groep in de zin kan worden verduidelijkt met voorzetsels. Naamvallen worden nauwelijks gebruikt. Wel zijn er aparte vormen voor enkelvoud en meervoud.

#### Woordgeslacht

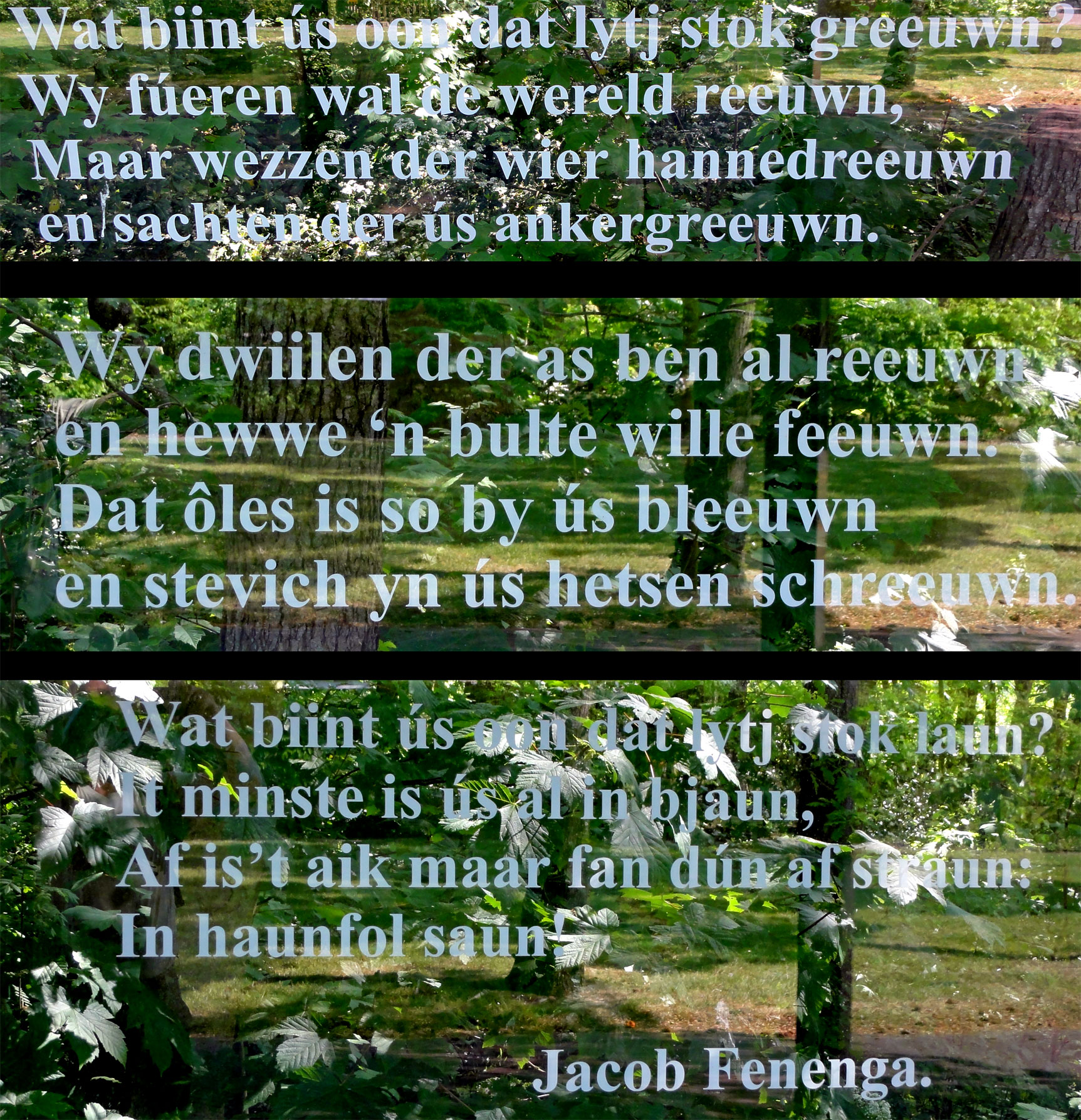
Taalroute op Schiermonnikoog

Het Oudfries kende drie geslachten, maar niet alle Friese dialecten hebben die drie geslachten behouden. In het Westerlauwers Fries zijn mannelijk en vrouwelijk samengevallen en dit is ook in het Sölring gebeurd. Het woordgeslacht blijkt uit het lidwoord en soms ook uit de vorm van het bijvoeglijk naamwoord. 
Als voorbeeld nemen we hier het Schiermonnikoogs. Dit dialect heeft de drie geslachten van het Oudfries bewaard, in tegenstelling dus tot het Fries van de aangrenzende vaste wal. 
|                | mannelijk      | vrouwelijk   | onzijdig     | meervoud         |
| -------------- | -------------- | ------------ | ------------ | ---------------- |
| onbep. lidw.   | in             | in           | in           |                  |
| bep. lidw.     | de             | de           | it           | de               |
| "die/dat"      | dy             | jo           | dat          | da               |
| "deze/dit"     | deze           | dees         | dit          | deze             |
| "de grote X"   | de gotte man   | de got faam  | it gotte hús | da gotte húzzen  |
| "geen grote X" | gin gotten man | gin got faam | gin got hús  | gin gotte húzzen |
| "lieve X"      | jaive heit     | jaif mem     | jaif ben     | jaive ben        |

Ook het Halligers en het Saterfries behouden de drie geslachten. De systemen in die talen lijken sterk op het Schiermonnikoogse voorbeeld. Zo heeft ook het Halligers en groten mon naast di grote man, bijvoeglijke naamwoorden hebben geen uitgang bij mannelijk en vrouwelijk, men onderscheidt di, ju, dat. Het Saterfries heeft die, ju, dät en ook hier zien we weer die groote Mon naast n grooten Mon.
Het Westerlauwers Fries heeft maar twee geslachten: er zijn onzijdige woorden (it hûs) en er zijn "zijdige" woorden, mannelijk en vrouwelijk samen: de man, de frou. Ook het Sölring beperkt zich tot dit (onzijdig) en di (mannelijk en vrouwelijk samen). 

#### Meervoud

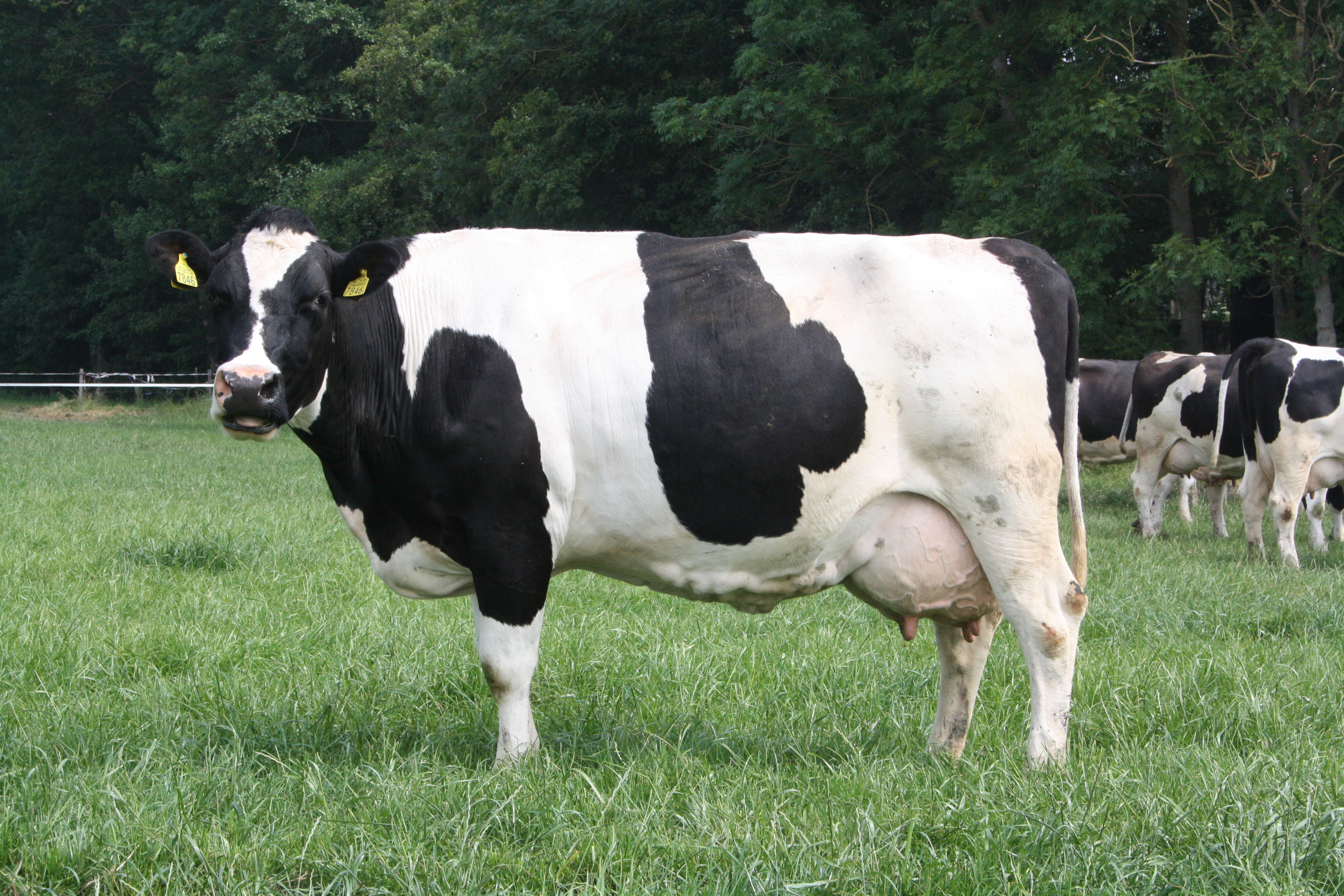
Oudfries kû – kî

Friese zelfstandige naamwoorden staan in het enkelvoud en het meervoud. De meervoudsvorming verschilt per dialect, iets wat al in de Oudfriese periode zo was. Een typisch onderscheid uit die tijd, namelijk het voorkomen van meervouden met -r in de oostelijke dialecten, is tot op de dag van vandaag behouden: waar het Sölring talloze regelmatige meervouden op -er heeft, daar heeft het Westerlauwers Fries ze juist helemaal niet. 
Een compleet overzicht van de meervoudsvorming in alle Friese varianten kan hier niet worden gegeven, maar door een aantal voorbeeldwoorden te nemen wordt toch een beeld geschetst. 
| Oudfries  | Oudfries        | Sölring       | Halligers    | Saterfries     | Schiermonnikoogs        | Westerlauwers Fries | Vertaling     |
| --------- | --------------- | ------------- | ------------ | -------------- | ----------------------- | ------------------- | ------------- |
| oost:     | hund – hundar   | Hün – Hüner   | hun – hune   | Húund – Húunde | hieun – hieunen         | hûn – hûnen         | hond – honden |
| west      | hund – hundan   | Hün – Hüner   | hun – hune   | Húund – Húunde | hieun – hieunen         | hûn – hûnen         | hond – honden |
| oost      | thiâf – thiâfar | Tiiv – Tiiwer | tiif – tiiwe | Däif – Däiwe * | dief – dieven *         | tsjeaf – tsjeaven   | dief – dieven |
| west      | thiâf – thiâvan | Tiiv – Tiiwer | tiif – tiiwe | Däif – Däiwe * | dief – dieven *         | tsjeaf – tsjeaven   | dief – dieven |
| oost      | dei – degar     | Dai – Daagen  | dai – deegen | Dai – Deege    | dei – dagen             | dei – dagen         | dag – dagen   |
| west      | dei – degan     | Dai – Daagen  | dai – deegen | Dai – Deege    | dei – dagen             | dei – dagen         | dag – dagen   |
| bên – bên | bên – bên       | Biin – Biin   |              | Been – Beene   | bien – biene            | bien – biennen      | been – benen  |
| bên – bên | bên – bên       | Biin – Biin   |              | Been – Beene   | bien – biene *          | bien – biennen *    | been – benen  |
| kû – kî   | kû – kî         | Kü – Kin      | ku – kii     | Kúu – Bäiste * | kúebeest – kúebeesten * | ko – kij            | koe – koeien  |

Sommige vormen ontbreken, omdat ze in de gebruikte bronnen niet werden teruggevonden. Enkele opmerkingen:
- De Oud-Oostfriese r-meervouden lijken in het Sölring te zijn bewaard, maar het is ook mogelijk dat het succes van -r hier verklaard kan worden uit het naburige Deens, dat ook veel r-meervouden gebruikt.
- De verdeling van -e en -en is in het Schiermonnikoogs van het woordgeslacht afhankelijk: vrouwelijke woorden krijgen -e, mannelijke en onzijdige krijgen -en. Het Saterfries en het Halligers hebben in principe -e, hoewel dit wel dialecten zijn die vrouwelijke woorden nog onderscheiden (zie onder Woordgeslacht).
- De Saterfriese vorm Däif en het Schiermonnikoogse dief zal aan resp. Nederduits en Nederlands ontleend zijn. Ook in het Westerlauwers Fries is dief in gebruik, tsjeaf is verouderd.
- In het Schiermonnikoogs en het Westerlauwers Fries is de betekenis van bien beperkter: het slaat alleen op het bot (het materiaal) en heeft als zodanig meestal geen meervoud. Het Schiermonnikoogse meervoud biene betekent "visgraten".
- Bij "koe" hebben het Schierminnikoogs en het Saterfries het onregelmatige meervoud omzeild door samenstellingen met "beest" te vormen.

Als gezegd komen r-meervouden in het Westerlauwers Fries helemaal niet voor. Dit geldt ook voor het Schiermonnikoogs en het Halligers. Het Saterfries heeft enkele voorbeelden, waaronder dat Loum – do Loumere (het lam – de lammeren). Het nauw verwante Wangeroogs had juist veel meer r-meervouden: dait Laum – da Laumere (lam), maar ook dait bauk – da baukër (boek), dju faun – da fauner (meisje), djû kû – kîer (koe). De uitgang -er is in het Wangeroogs dus veel algemener geworden, net als in het Sölring. Ook in het Noord-Friese Helgolands is de uitgang -er vrij algemeen. 

#### Persoonlijk voornaamwoord
Waar er bij de zelfstandige naamwoorden nauwelijks naamvalsonderscheid is (alleen het Saterlands kent bij mannelijke woorden een verschil tussen nominatief enerzijds en datief/accusatief anderzijds), daar is dat er bij de persoonlijke voornaamwoorden nog wel. Ook geslacht speelt hier nog een grote rol, ook in de talen waar mannelijk en vrouwelijk zijn samengevallen wordt er nog verschil gemaakt tussen "hij" en "zij" bij verwijzing naar levende personen.
In de tabel vinden we de vormen van de persoonlijke voornaamwoorden. Zowel de subjectsvorm als de objectsvorm zijn gegeven (voor het samenvallen van direct en indirect object in één vorm, zie "Zinsleer").
|              | Oudfries | Oudfries | Sölring | Sölring | Halligers | Halligers | Saterfries | Saterfries | Schiermonnikoogs | Schiermonnikoogs | Westerlauwers Fries | Westerlauwers Fries |
|              | subj.    | obj.     | subj.   | obj.    | subj.     | obj.      | subj.      | obj.       | subj.            | obj.             | subj.               | obj.                |
| ------------ | -------- | -------- | ------- | ------- | --------- | --------- | ---------- | ---------- | ---------------- | ---------------- | ------------------- | ------------------- |
| 1e pers. ev. | ik       | mi       | ik      | mi      | ik        | mii       | iek        | mie        | ik               | my               | ik                  | my                  |
| 2e pers. ev. | thu      | thi      | dü      | di      | du        | dii       | du         | die        | do               | dy               | do                  | dy                  |
| 3e pers. ev. | hi       | him *    | hi      | höm     | hii       | ham       | hie        | him        | hy               | him              | hy                  | him                 |
| 3e pers. ev. | hiu      | hire *   | jü      | höör    | ju        | här       | ju         | hier       | jo               | har              | hja / sy            | har                 |
| 3e pers. ev. | hit      | him *    | hat     | hom     | dat       | ham       | dät        | dät        | it               | it               | it                  | it                  |
| 1e pers. mv. | wi       | ûs       | wü      | üüs     | wii       | us        | wie        | uus        | wy               | ús               | wy                  | ús                  |
| 2e pers. mv. | i        | iu       | i       | juu     | jam       | jam       | jie        | jou        | jimme            | jimme            | jimme               | jimme               |
| 3e pers. mv. | hia      | hiam     | ja      | jam     | jä        | jam       | joo        | him        | ja               | har              | hja / sy            | har(ren)            |

Naar aanleiding hiervan enkele opmerkingen:
- De Saterlandse vorm iek, met een lange /i/ dus, komt overeen met wat voor het Wangeroogs is opgetekend: iik. Dit is dus een gedeelde Oost-Friese ontwikkeling.
- Naast Westerlauwers Fries do komt in het oosten van de provincie Friesland ook dû voor.
- In het Oudfries kwam voor de accusatief van de 3e pers. ev. mannelijk nog "hine" voor, "him" was alleen datief (vgl. Duits ihm – ihn). In de moderne Friese talen zijn deze vormen samengevallen, net als in het Nederlands en het Engels.
- Het Oudfries maakte bij de 3e pers. ev. vrouwelijk ook nog onderscheid tussen datief en accusatief: hire – hia. Ook hier zijn beide naamvallen al vroeg samengevallen in de datiefvorm hire, waar de moderne Friese vormen van zijn afgeleid.
- Bij de 3e pers. ev. onzijdig is het oude onderscheid him – hit (datief – accusatief) ook opgeheven, maar met verschillend resultaat: alleen in het Noord-Fries heeft him hier de accusatief verdrongen, elders gebeurde het omgekeerde.
- In het Halligers, het Schiermonnikoogs en het Westerlauwers Fries is een nieuw woord voor "jullie" ontstaan. Het Westerlauwers Fries kent nog wel jo als beleefdheidsvorm (vgl. Nederlands "u"), het Schiermonnikoogs had in deze betekenis jy, maar die vorm werd halverwege de twintigste eeuw al niet meer gebruikt op het eiland.
- Het Westerlauwers Fries gebruikt meer en meer sy voor het oudere hja. In het noordoosten van de provincie Friesland komt voor hja ook wel de vorm hju voor, die de historische 3e pers. ev. vrouwelijk is.

Van deze voornaamwoorden komen dikwijls ook verkorte vormen voor. Bij de verkorte vormen voor "hij" zien we nog restanten van de Oudfriese accusatief hine terug:
Sölring: en
Halligers: 'n
Saterfries: ene
Verder komt in onbeklemtoonde situaties in plaats van hi enz. ook er voor (vgl. Duits), in alle Friese talen, dus van Sölring tot in de provincie Friesland.
Veel zeldzamer is een dualis. Dit "tweevoud", een meervoudsvorm die alleen wordt gebruikt als ergens twee van zijn (bv. "beide"), komt alleen in het Sölring nog voor, hoewel het ook daar als erg verouderd is gaan gelden. Het Sölring kent naast wü ("wij") en i ("jullie") dus nog de vormen wat ("wij beiden") en jat ("jullie beiden"), met als objectsvorm resp. unk en junk.

## Zinsleer

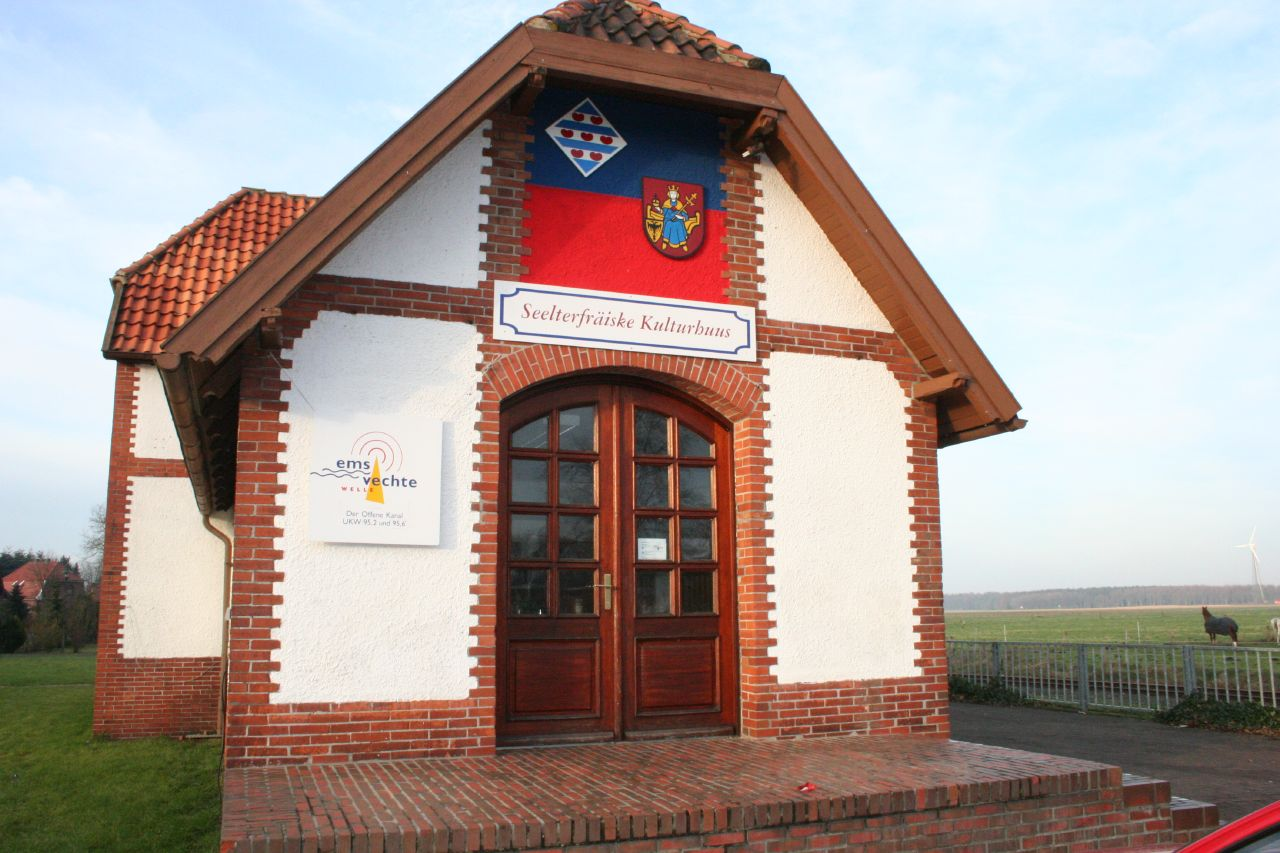
Dät Seelterfräiske Kultuurhuus

De traditionele grammatica beschrijft eerst de klankleer, dan de vormleer en vervolgens de zinsleer. Deze volgorde levert bij de beschrijving van de Friese talen het beeld op, dat de verschillen steeds kleiner worden en de overeenkomsten steeds groter: op het gebied van zinsleer komen de verschillende Friese talen wel het sterkst overeen. Ook de verschillen met het Nederlands en het Duits zijn op dit punt overigens kleiner.

### Woordvolgorde
De woordvolgorde van het Fries komt goeddeels met de Nederlandse en de Duitse overheen. Een verschil met het Nederlands (niet met het Duits) is het voorkomen van de groene werkwoordsvolgorde in situaties waar die in de Nederlandse schrijftaal worden afgekeurd. De volgende zinnen, in Westerlauwers Fries, verduidelijken dit:
Us mem seit, dat er in glês bier dronken hat. ("Mijn moeder zegt dat 'ie een glas bier heeft gedronken/gedronken heeft")
Us mem seit, dat er in glês bier drinke woe. ("Mijn moeder zegt dat 'ie een glas bier wilde drinken")
Us mem seit, dat er in glês bier drinke wollen hat. ("Mijn moeder zegt dat 'ie een glas bier heeft willen drinken.")
Onder invloed van het Nederlands komt de Nederlandse volgorde ook wel voor in het Westerlauwers Fries. De Duitse Friese dialecten wijken hierin uiteraard niet af van de Duitse standaardtaal. (In het Duits geldt in de eerste beide gevallen dezelfde voolgorde als in het Fries. In de derde zin zou men echter zeggen "hat trinken wollen".)

### IPI-constructie

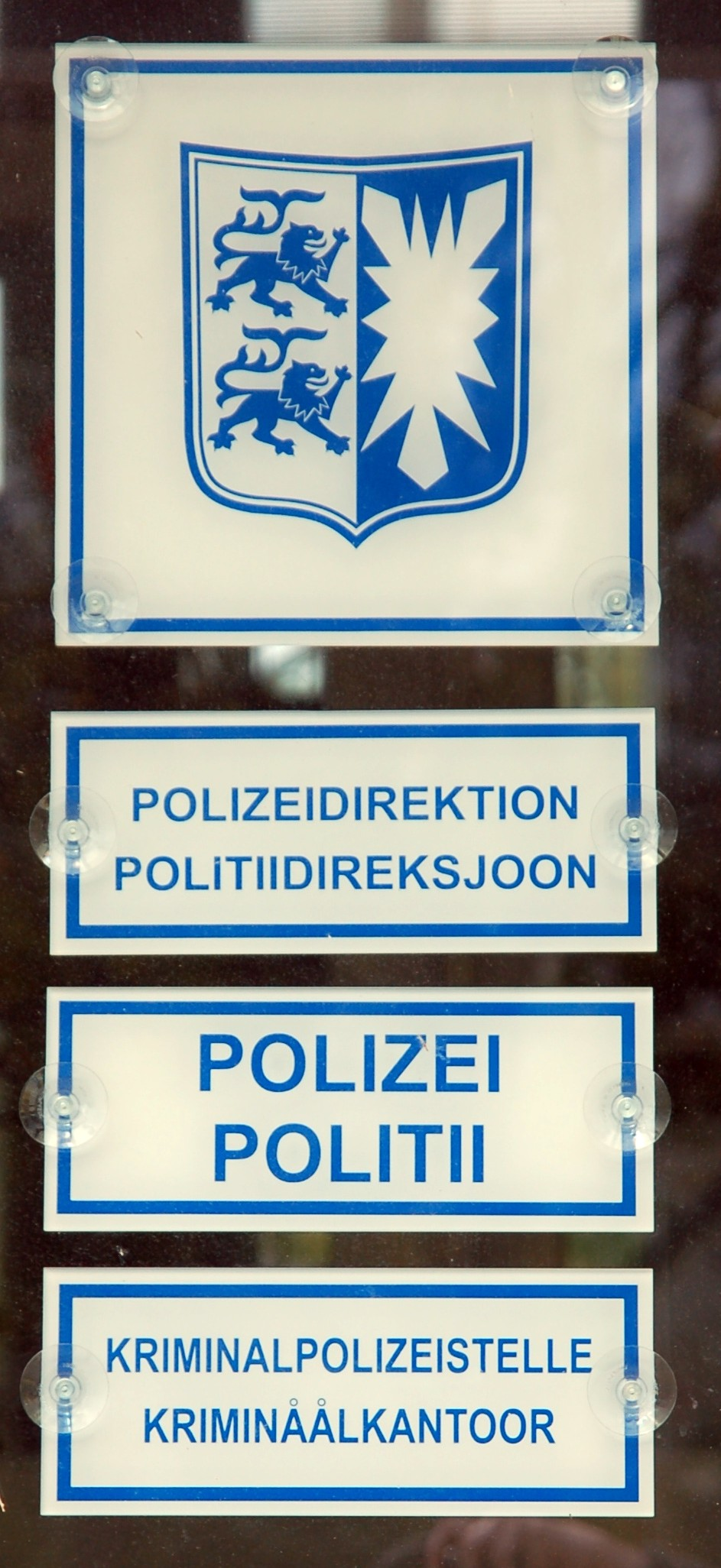
Tweetalig politiebureau in Husum

Een opmerkelijk fenomeen is het voorkomen van de zogeheten IPI-constructie, waarbij IPI staat voor imperativus pro infinitivo, "gebiedende wijs in plaats van een infinitief". In situaties waar men eigenlijk een infinitief zou verwachten, hebben de Friese talen een vorm die gelijk is aan de gebiedende wijs, zoals blijkt uit onderstaande zin:
De plysje soe by him komme en helje him op. ("De politie zou bij hem komen en hem ophalen.")
In plaats van *him ophelje staat hier een vorm die doet denken aan het gebiedende Helje him op!. Dergelijke constructies zijn ook voor het Saterfries en het Noord-Fries opgetekend en gaan terug op een laat-Oudfriese ontwikkeling.

### Objectsnaamval
De Friese talen maken nauwelijks naamvalsonderscheid. Bij de persoonlijke voornaamwoorden zijn accusatief en datief samengevallen in één objectsnaamval, de genitief wordt alleen bij personen gebruikt (meestal door aanhechting van -s) en bij de andere woordgroepen is er zelfs helemaal geen naamvalsonderscheid meer, alleen het Saterfries kent bij mannelijke woorden nog het verschil tussen het lidwoord die (nominatief) en het lidwoord dän (datief/accusatief).
Het Fries past op dit punt in een groter gebied van talen en dialecten die datief en accusatief hebben laten samenvallen en bij de naamwoorden niet of nauwelijks naamvalsonderscheid kennen: ook het Engels, het Deens, de Noord-Duitse dialecten (Nederduits) en, niet te vergeten, het Nederlands doen hieraan mee. Het Duits (Hoogduits) maakt juist wel onderscheid tussen datief en accusatief en het drukt ook verder de naamvallen nog duidelijk uit.
De Friese zinsleer wordt dus door zowel typisch Friese (IPI-constructie) als typisch regionale (objectsnaamval) gekenmerkt. Voor het overige sluit het Fries duidelijk aan bij de andere West-Germaanse talen: het werkwoord komt in hoofdzinnen op de tweede plaats (V2), in bijzinnen op de laatste (SOV), net als in het Nederlands en het Duits.

### Boeken
- Pieter Duijff, Taal in stad en land – Fries en Stadsfries, Sdu Uitgevers, 2002, Den Haag
- H. G. Ehrentraut, Friesisches Archiv – Erster Band, Ehrentraut, 1849, Oldenburg
- D. Fokkema sr., Beknopte Spraakkunst van het Schiermonnikoogs, nr. 172, Uitgave Fedde Dijkstra, 1959, Leeuwarden
- D. Fokkema sr., Wezzenlist fan it Schiermonnikoogs, nr. 335, Fryske Akademy, 1968, Leeuwarden
- Walther Steller, Abriss der altfriesischen grammatik, Max Niemeyer Verlag, 1928, Halle (Saale)
- Ommo Wilts, Friesische Formenlehre in Tabellen IV: Sylt, Matthiesen Verlag, 1995, Husum. ISBN 3-7868-0509-1
- Ommo Wilts, Friesische Formenlehre in Tabellen VII: Halligen, Matthiesen Verlag, 1997, Husum. ISBN 3-7868-0513-X
- Ommo Wilts, Üüs sölring Liirbok, Matthiesen Verlag, 1999, Husum
- Joseph Wright, Grammar of the Gothic language, Clarendon Press, 1954, Oxford

### Online geraadpleegde bronnen
- Pyt Kramer, Kute Seelter Sproakleere, 1996
- C.J.W. Zwart, Imperativus-pro-infinitivo en de analyse van Verb Second-verschijnselen,  1998